# 島野顕継
島野 顕継（しまの あきつぐ）は、日本の海洋科学者・システム工学者。大阪工業大学情報科学部実世界情報学科准教授。博士（水産学）（東京水産大学）。CTCアカデミックユーザ会(CAUA)運営委員・2007総会議長。元JAINプロジェクト研究協力員。
専門は、海事衛星通信・海洋システム工学、ネットワーク・セキュリティ管理/運用（Unix・Linux含む)・プログラミング（特にJava）、海洋科学・水産学。

## 略歴
1995年東京水産大学（現：東京海洋大学）大学院水産学研究科博士課程修了、博士（水産学）。その間、1992年JAINプロジェクト研究協力員を務める。2000年大阪工業大学非常勤講師。同大学情報科学部講師・助教授を経て、2007年同学部情報ネットワーク学科准教授。2019年同学部ネットワークデザイン学科准教授。2025年同学部実世界情報学科准教授。
大阪工業大学情報科学部の大学祭「北山祭」会場のネットワーク構築もサポートしている。
主な所属学会は、情報処理学会、電子情報通信学会、日本水産学会、教育システム情報学会、コンピュータ利用教育協議会、日本UNIXユーザ会、CTCアカデミックユーザ会(CAUA)。  

## 主な研究
- 海事衛星通信ネットワークにおけるデータ配送プロトコルの研究
- Linux-Windowsユーザアカウント統合のためのディレクトリサービスの性能評価
- ディレクトリサービスを用いた教育用PCクラスタシステムの学生ユーザアカウント管理
- IoTを用いた水産実験環境の構築[4] - インドネシアのハサヌディン大学との共同研究
- 水産資源管理のための水産資源学と情報技術
- ガザミの放流と漁獲のシミュレーション

ネットワーク/セキュリティ運用・システム工学の対外啓蒙活動として、Linux Conference 2001でのゲストスピーカー、伊藤忠テクノソリューションズ主催「CAUAセミナー2017in大阪〜ICTシステムの運用について考える」でのパネリスト（テーマ：情報システムの運用とセキュリティ）を務めている。また、ネットワンシステムズと大阪工業大学とのセキュリティ人材育成を目的とした産学連携授業「セキュリティ講座2022年夏」のサポートを行っている。